# Akmenė landskommun
Akmenė landskommun (litauiska: Akmenės rajono savivaldybė) är en kommun i Litauen.   Den ligger i länet Šiauliai län, i den nordvästra delen av landet, 230 km nordväst om huvudstaden Vilnius. Antalet invånare är 21 685. Arean är 844 kvadratkilometer.
Staden Naujoji Akmenė utgör kommunens centralort.

## Geografi
Terrängen i Akmenė landskommun är platt.
Följande samhällen finns i Akmenė landskommun:
- Naujoji Akmenė
- Sablauskiai
- Venta